# Марін (Румунія)
Марін (рум. Marin) — село у повіті Селаж в Румунії. Входить до складу комуни Красна.
Село розташоване на відстані 392 км на північний захід від Бухареста, 19 км на захід від Залеу, 71 км на північний захід від Клуж-Напоки.

## Населення
За даними перепису населення 2002 року у селі проживали 995 осіб, усі — румуни. Усі жителі села рідною мовою назвали румунську.